# Batallaire
|  | Per a altres significats, vegeu «Batallaire (peix)». |

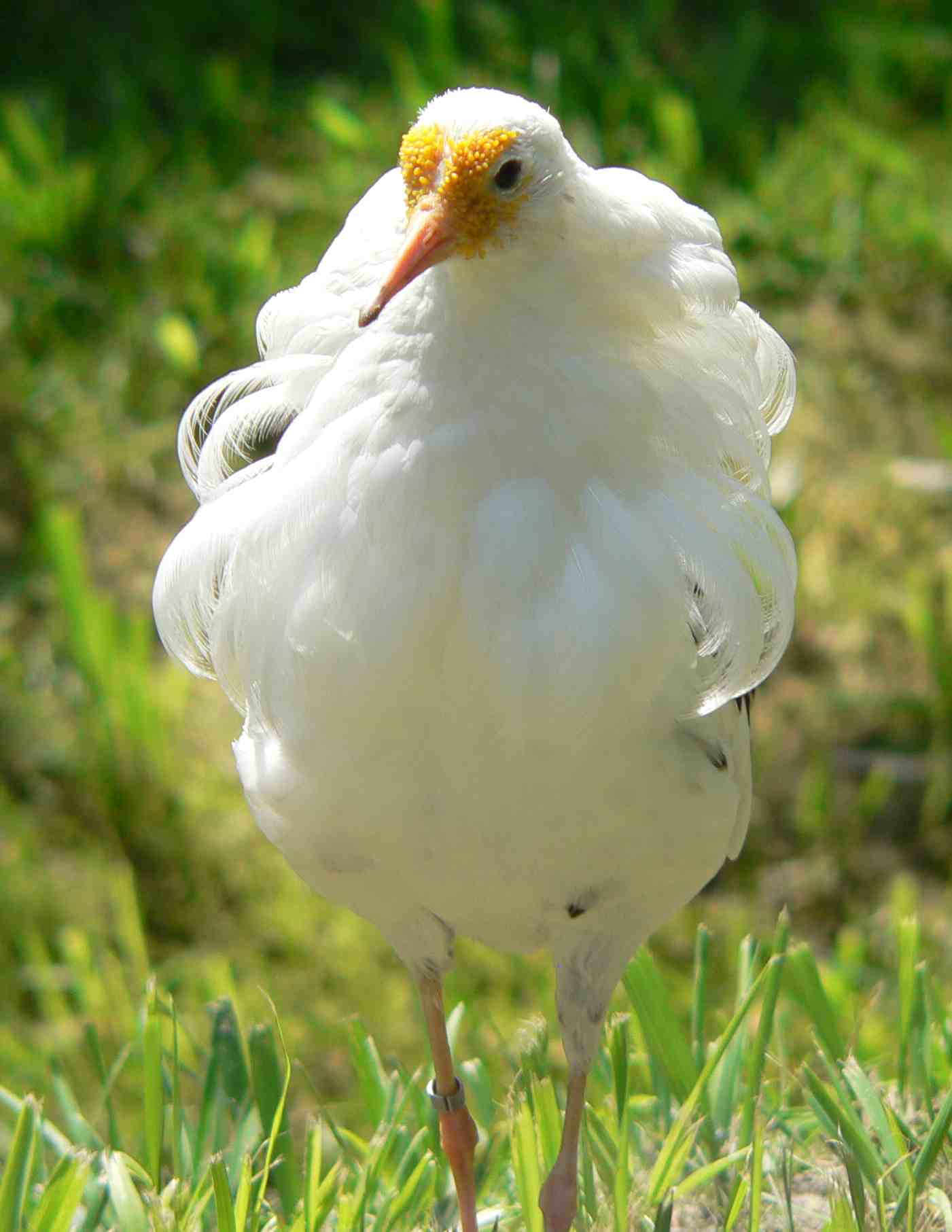
Exemplar blanc

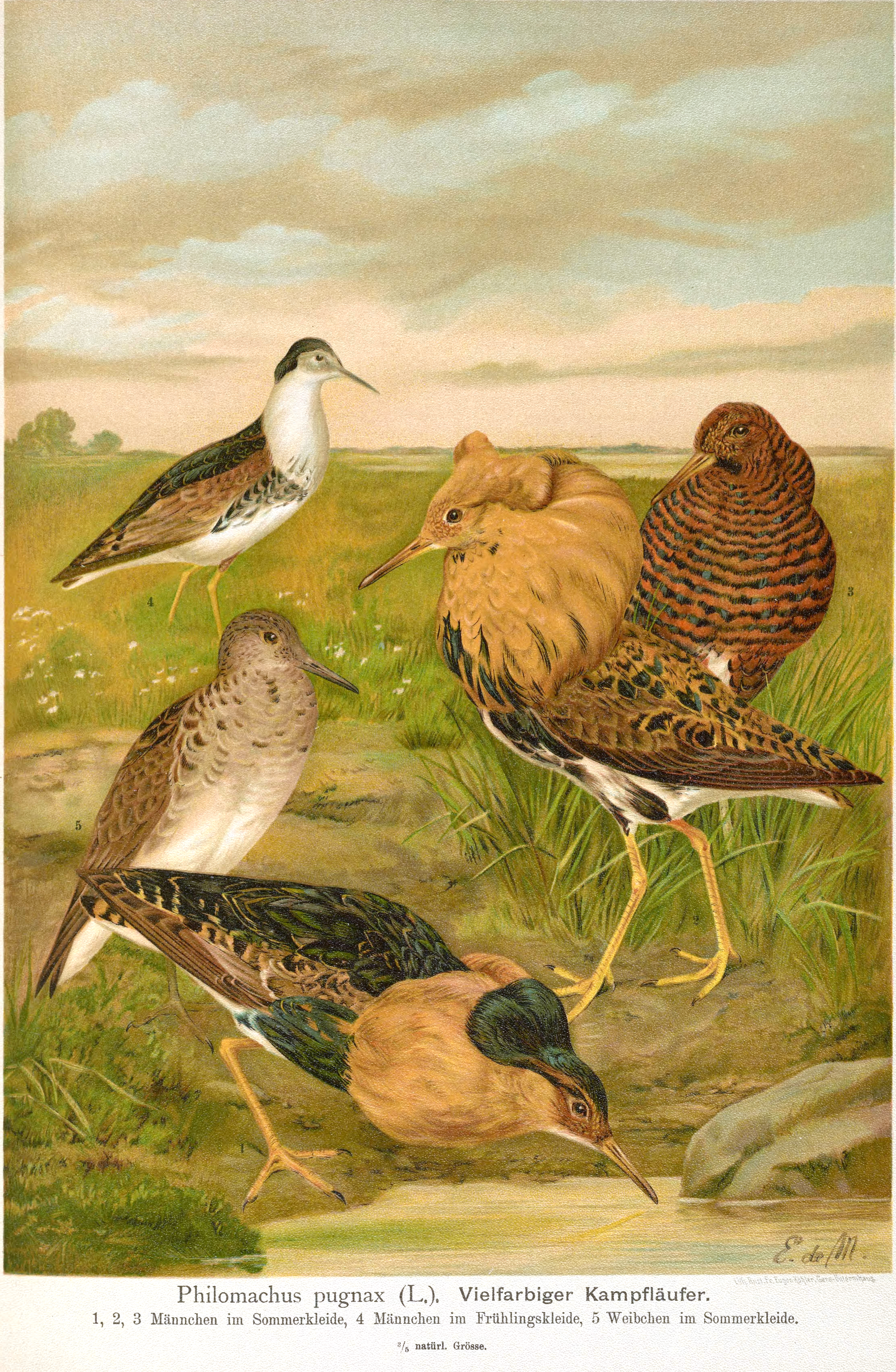
Il·lustració de diversos exemplars de batallaires

El batallaire o redonell (Calidris pugnax) no és l'espècie més freqüent de la família dels escolopàcids però és la més espectacular si hom té en compte el seu complex ritual nupcial i la vistositat del plomatge dels mascles durant aquesta època. Era considerada l'única espècie del gènere Philomachus, però avui es considera una més de les del gènere Calidris, arran els treballs de Gibson et Baker, 2012

## Morfologia
- Els mascles són més grossos que les femelles: fan 29-32 cm de llargària total i 54-60 cm d'envergadura alar. Les femelles fan 22-26 cm de longitud i 46-49 cm d'envergadura alar.
- Mascles i femelles presenten un plomatge semblant (de colors somorts) amb dues taques blanques a banda i banda de la cua fosca.
- Bec llarg i recte.
- Cara, bec i potes de color taronja.
- A l'hivern n'hi ha d'exemplars amb les potes taronges, d'altres verdes i d'altres grogues.
- Marcat dimorfisme sexual estacional.
- Els caràcters sexuals secundaris dels mascles desapareixen al final de l'estiu, quan comença l'època del repòs sexual; aleshores adquireixen el plomatge d'eclipsi, que és molt semblant al de les femelles, de tons predominantment bruns[2]

## Reproducció
Nidifica a zones temperades i subàrtiques i, quan arriba el temps de l'aparellament, el mascle ja vesteix una impressionant disfressa: una gran gorgera que pot estarrufar i dos amples plomalls al cap, que canvien de colors segons els mascles, de tal manera que és molt difícil de trobar-ne dos idèntics. D'altra banda, rep el nom de batallaire a causa dels combats incruents que organitzen els mascles amb la finalitat d'impressionar les femelles durant la parada nupcial. Un cop acabats els combats, els mascles resten estirats a terra fins que les femelles es dirigeixen al pretendent que han escollit i el copegen amb suavitat amb el bec. De totes maneres, aquest espectacle no s'observa als Països Catalans perquè ací sols venen a hibernar (i encara en molt poca quantitat) o hi són de pas. La femella fa el niu a terra, hi pon 3-4 ous i té cura dels pollets, els quals abandonen el niu al poc de néixer i són capaços de volar al cap de 25-28 dies.

## Alimentació
Menja cucs, insectes, mol·luscs i llavors.

## Hàbitat
A la zona de cria evita la tundra exposada al vent i prefereix aiguamolls amb certa cobertura vegetal. En migració té un espectre molt més ample i se'l pot trobar a salines, albuferes, basses de rec, depuradores, salobrars i llacunes, tant costaners com a l'interior. No sol freqüentar les costes.

## Distribució geogràfica
Hivernen a l'Àfrica i al sud d'Àsia, i a la primavera es dirigeixen cap a les tundres de l'Europa del Nord i d'Àsia per a criar. En llocs més meridionals crien en zones pantanoses com ara el Delta de l'Ebre, els Aiguamolls de l'Empordà i el Baix Cinca als Països Catalans

## Observacions
- Excepte durant l'aparellament, mascles i femelles viuen en bandades separades.
- És molt gregari i els mascles són polígams.

## Conservació
El batallaire es troba amenaçat per la caça, la desaparició del seu hàbitat i per certes pràctiques agrícoles.